# 硅酸锆
硅酸锆（化学式：ZrSiO4）是一种无机化合物，为锆的硅酸盐。它在自然界中以锆石的形式存在。硅酸锆通常是无色的，但一些杂质会使其着色。它难溶于水、酸、碱或王水。其莫氏硬度为7.5。